# The Knoc
«The Knock» también conocida como «Knoc» es un sencillo de Knoc-turn'al lanzado en 2002 de su álbum L.A. Confidential Presents: Knoc-turn'al y Knoc's Landin'. Cuenta con la colaboración de Dr. Dre y Missy Elliott, y la producción de Dr. Dre. 
En el video musical aparecen Knoc-turn'al y Dr. Dre en un restaurante, donde llega Missy Elliott.

## Posición en las listas musicales
| Lista (2002)                         | Mejor posición |
| ------------------------------------ | -------------- |
| U.S. Billboard Hot 100               | 98             |
| U.S. Billboard Hot R&B/Hip-Hop Songs | 67             |